# Toni Järvinen

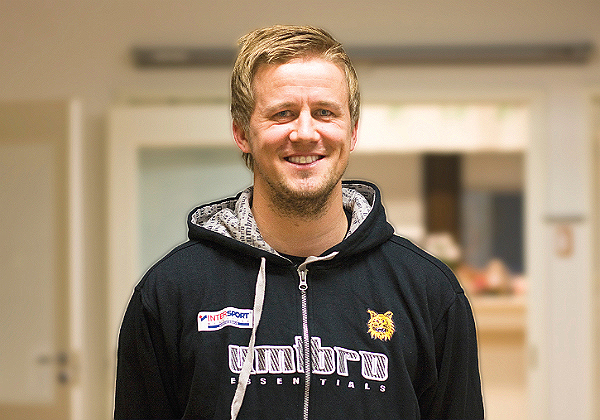
Foto do futebolísta Finlandês Toni Järvinen.

Toni Järvinen (Lahti, 27 de janeiro de 1981) é um futebolista finlandês.